# Saint-Valérien (Yonne)
Saint-Valérien és un municipi francès situat al departament del Yonne i a la regió de Borgonya - Franc Comtat.